# Topniško orožje

## Delitev topniških orožij po značilnostih
- Topniško orožje na polnjenje od spredaj
lafete
možnarji
kovani topovi sprednjaki
liti kovani sprednjaki
Poljsko topniško orožje
gladkocevno poljsko topniško orožje
gladkocevno trdnjavsko topniško orožje
gladkocevni ladijski topovi
pozno gladkocevno topniško orožje
Ojačani in risani topovi sprednjaki
minometi
- Topniško orožje na polnjenje od zadaj
Poljsko topniško orožje na polnjenje od zadaj
- Oblegovalno topniško orožje
- Železniško topniško orožje
- Tovorno topniško orožje
- Avtomatski topovi
- Protiletalski topovi
- Tankovski topovi
- Protitankovski topovi
- Netrzajni topovi
- Ladijski topovi